# Парк природе Поњавица
Парк природе Поњавица је заштићено природно добро на територији општине Панчево, између Омољице и Банатског Брестовца, на левој обали доњег тока реке Дунав. У Србији је законским прописима категорисано као парк природе. Разврстан је у III категорију природних добара. Природно добро је под заштитом државе од 1995. године Одлуком о заштити Парка природе "Поњавица". Влада Републике Србије је поверила управљање Парком природе јавном предузећу Тамиш - Дунав из Панчева.

## Законски оквир
Поступак заштите покренут је од стране Покрајинског Завода за заштиту природе који је 1991. године донео Решење о претходној заштити природног добра "Поњавица", док је Завод за заштиту природе Србије 1994. године објавио елеборат "Предлог за заштиту природног добра Поњавица као парк природе" којим је ово добро категорисало у III категорију као значајно природно добро, на основу чега је Скупштина Општине Панчево 1995. године донела "Одлуку о заштити парка природе Поњавица" и установљен је II степен заштите. Почевши од 2002. године стараоц над Парком природе "Поњавица" је ДВП "Тамиш-Дунав" из Панчева који је задужен за ревитализацију, санацију, рестаурацију и предлог даље заштите Парка.

## Географске и климатске одлике
Парк природе Поњавица се налази у јужном Банату и територијално припада Аутономној покрајини Војводини - Граду Панчеву. Клима је умерно континентална са дугим и топлим летима, благим зимама и кратким пролећима. Од ветрова је најзаступљенија Кошава која може да дува на подручју Парка и до три недеље са олујним налетима. Током зимских периода северни и североисточни ветрови доносе дуготрајне кише а лети изненадне пљускове. Територија општине Панчево се сматра једном од најтоплијих подручја Војводине са просечном годишњом температуром од 12 °C и са више од сто сунчаних дана током године, што је изузетно погодно за пољопривреду и туризам.
Амбијенталну одлику "Поњавице" карактерише јединственост сталне водене површине и контраст стрме леве и ниске десне обале које омеђује корито реке са мозаичним распоредом биљних заједница воденог, барско-мочварног и шумског типа вегетације. Посебан квалитет овом типу екосистема даје просторна смена шумског зеленила, жбунастих дрвећа и грмља, стабала воћкарица, као и непосредна близина два насеља и постојеће викенд зоне. Ова разноврсност представља потенцијал за развој туристичке понуде, посебно са рекреативног и едукативно-еколошког аспекта.
Парк природе "Поњавица" се одликује контрастом обала у орографском смислу између стрме леве и ниске десне обале, које омеђују корито Поњавице. У геолошком погледу ради се о вишим положајима и одсецима лесне терасе Баната, односно заравњеним теренима алувијалне равни Дунава.
Дужина тока Поњавице у оквиру парка природе Поњавице је 7,2 km, а под заштитом је укупно 10 km тока. Површина заштићеног добра износи око 134 хектара,.
Према истраживањима квалитета животне средине спроведеним 2007. године, квалитет воде у реци одступа од II класе бонитета због присуства повећане количине амонијака и органских материја чиме је ситуација погоршана у односу на период проглашења заштићеног природног добра.

## Живи свет
Воду Поњавице карактерише хетерогени састав фитопланктонске заједнице. Присутне су све главне систематске групе. По броју таксона доминантан положај припада зеленим алгама.
Од зоонпланктона доминирају представници Rotatoria. Зообентос је разноврснији и доминирају Chironomidae. Бентофауна је јако сиромашна због присуства тешких метала. У водама су констатовани и фрагменти асоцијације Myriophyllo-Pontametum. Мочварни систем представљен је заједницом тршћака и високих шашева. Шумској вегетацији припадају деградиране заједнице беле врбе, тополе и др. Забележено је око 100 биљних врста.
Река Поњавица припада Црноморском сливу и у њој живи 20 врста риба које припадају фамилијама Esocidae, Cyprinidae и др.

## Удружења
У Србији постоје два удружења чије је деловање усмерено на заштиту и очување Парка природе Поњавица:
- Удружење љубитеља Парка природе Поњавица из Омољице
- Екозона Поњавица из Банатског Брестовца